# راکل کاررا
راکل کاررا (اسپانیایی: Raquel Carrera‎؛ زادهٔ ۳۱ اکتبر ۲۰۰۱) بازیکن بسکتبال زن اهل اسپانیا است.
از باشگاه‌هایی که در آن بازی کرده‌است می‌توان به باشگاه بسکتبال والنسیا اشاره کرد.
وی در مسابقات کشوری و بین‌المللی در مجموع برندهٔ ۱ مدال نقره شده‌است.